# プロビデンシアレス国際空港
プロビデンシアレス国際空港（プロビデンシアレスこくさいくうこう、英: Providenciales International Airport）はイギリスの海外領土であるタークス・カイコス諸島にある国際空港である。

## 概要
タークス・カイコス諸島における最大の国際空港であり、玄関口となっている。プロビデンシアレス島はリゾート地であり外国から訪れる観光客が多い。年間旅客数は100万人前後である。
タークス・カイコス諸島の首都はグランドターク島のコックバーンタウンであるが、小さな町であり空港の規模も小さい。

## 就航航空会社と就航都市
近隣島や諸国へ就航しているインターカリビアン航空のハブ空港であるほか、観光客が一番多いアメリカからもアメリカン航空・ユナイテッド航空・デルタ航空の米系のフルサービス大手3社のほか、格安航空会社であるジェットブルー航空・サウスウエスト航空の米系5社が就航している。イギリスの海外領土であり、ブリティッシュ・エアウェイズもロンドンから就航、イギリス連邦のカナダからエア・カナダとウエストジェット航空の2社が就航している。

### 旅客便
※ 航空連合は右記のとおり。SA : スターアライアンス、OW : ワンワールド、ST : スカイチーム
※ 語末の★は、格安航空会社 (LCC)
| 航空会社                             | 就航地 |
| ------------------------------------ | --- |
| インターカリビアン航空               | カパイシャン、キングストン/ノーマン・マンレー、グランドターク島、サウス・カイコス、サンティアーゴ・デ・クーバ、サンティアゴ・デ・ロス・カバリェロス、サントドミンゴ/ラス・アメリカス、サンフアン、ナッソー、プエルト・プラタ、ポルトープランス |
| カイコス・エクスプレス・エアウェイズ | カパイシャン、グランドターク島、サウス・カイコス、サンティアゴ・デ・ロス・カバリェロス、サントドミンゴ/ラス・アメリカス、ポルトープランス |
| バハマスエア                         | ナッソー |
| スカイバハマ航空                     | フリーポート |
| ブリティッシュ・エアウェイズ(OW)     | 西欧:ロンドン/ガトウィック カリブ海:アンティグア・バーブーダ |
| アメリカン航空(OW)                   | シャーロット、マイアミ 季節運航:シカゴ/オヘア、ダラス/フォートワース、フィラデルフィア、ボストン |
| アメリカン・イーグル(OW)             | マイアミ |
| デルタ航空(ST)                       | アトランタ 季節運航:ニューヨーク/JFK、ボストン |
| ユナイテッド航空(SA)                 | ニューアーク 季節運航:シカゴ/オヘア、ヒューストン/インターコンチネンタル、ワシントン/ダレス |
| サウスウエスト航空                   | フォートローダーデール |
| ジェットブルー航空★                  | ニューヨーク/JFK、フォートローダーデール 季節運航:ボストン |
| エア・カナダ(SA)                     | トロント/ピアソン |
| エア・カナダ ルージュ★(SA)           | モントリオール/トルドー |
| ウエストジェット航空                 | トロント/ピアソン |

### 貨物便
| 航空会社                       | 就航地                                                      |
| ------------------------------ | ----------------------------------------------------------- |
| アメリフライト                 | サンティアゴ・デ・ロス・カバリェロス                        |
| IBCエアウェイズ                | マイアミ                                                    |
| コントラクト・エアカーゴ       | 北米:マイアミ カリブ海:サンティアゴ・デ・ロス・カバリェロス |
| スカイウェイエンタープライゼス | サンティアゴ・デ・ロス・カバリェロス                        |